# 行乞

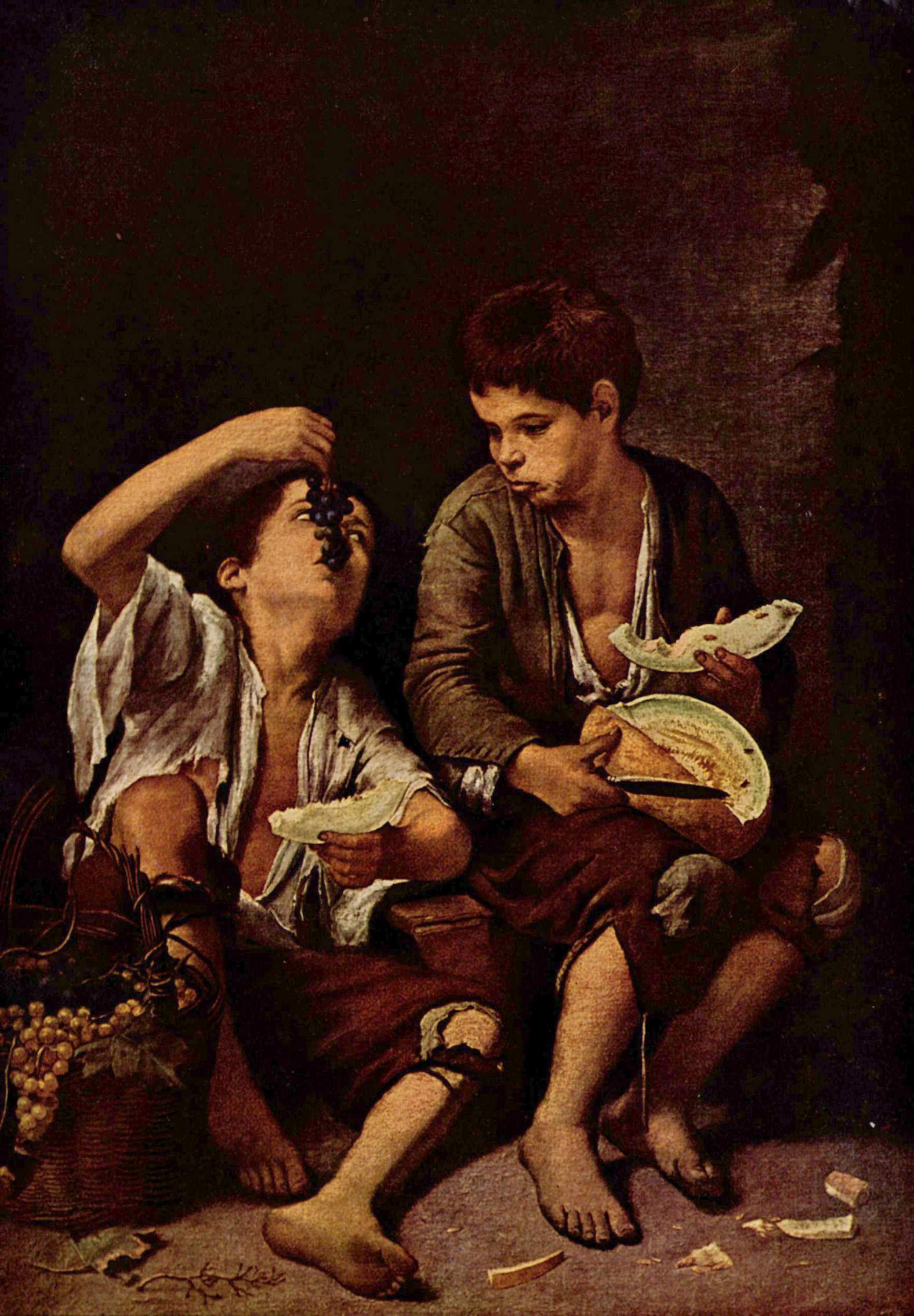
巴托洛梅·埃斯特萬·牟利羅，《乞丐吃葡萄和瓜（老繪畫陳列館館藏）

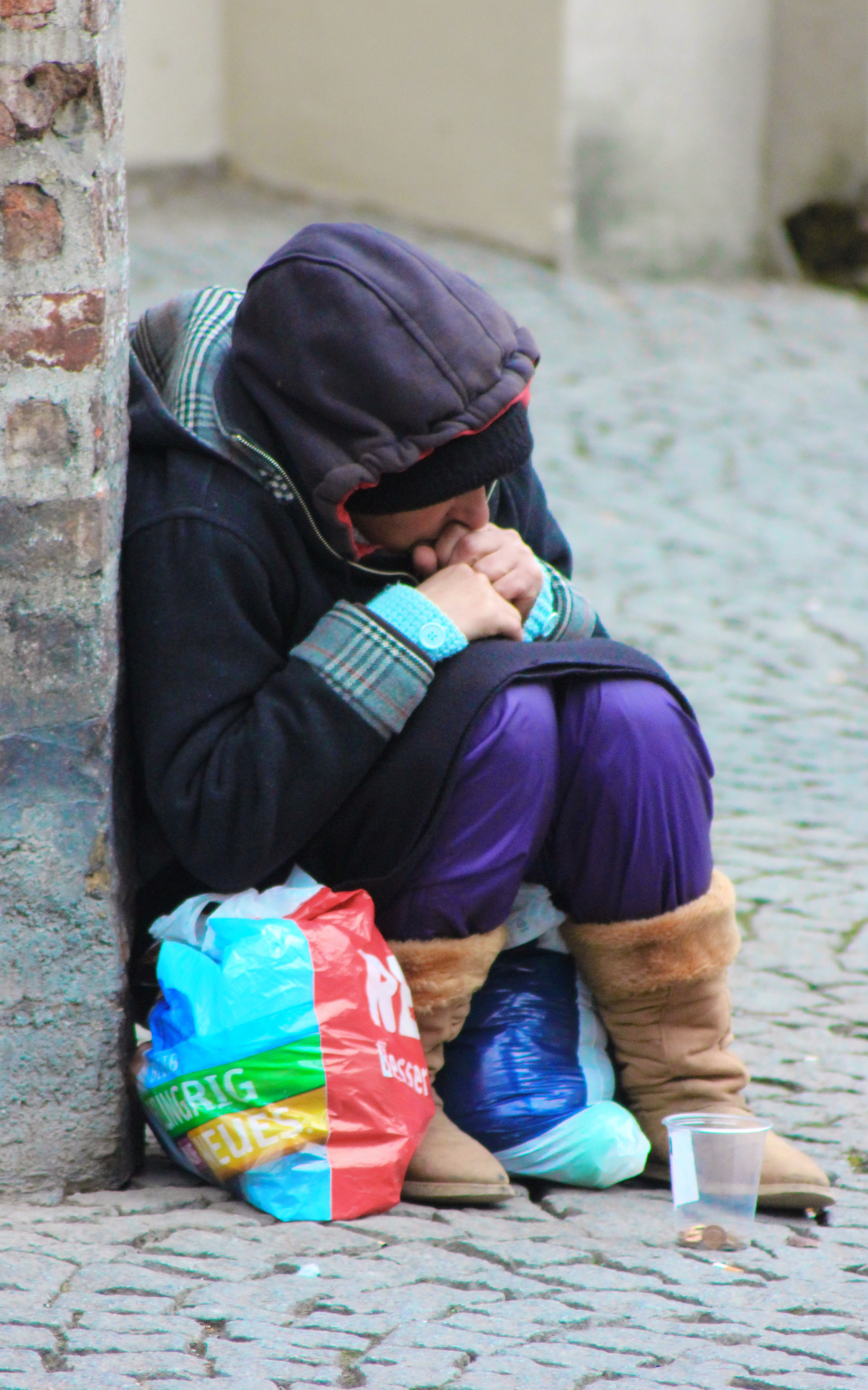

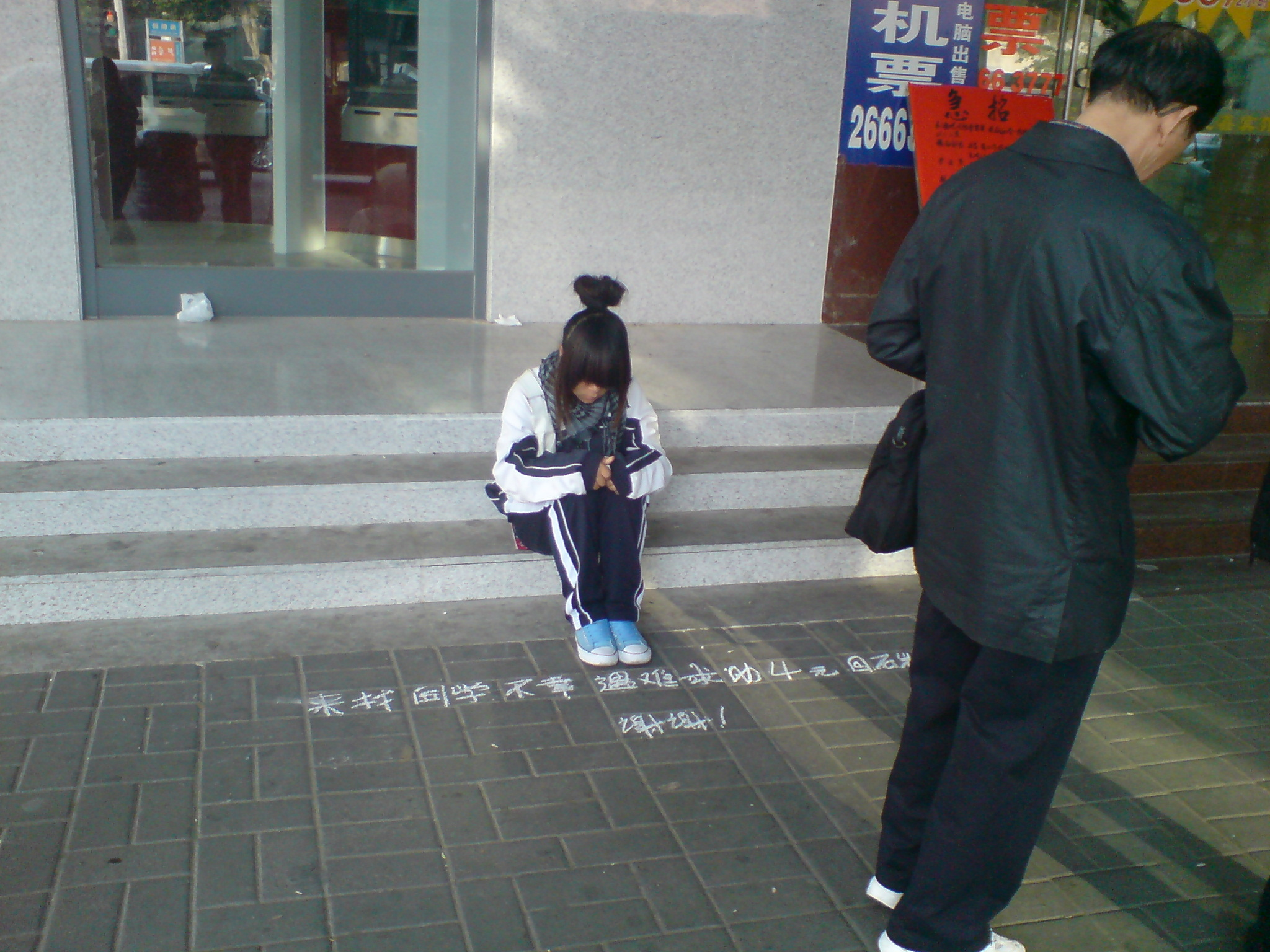
現實中的一種行乞。攝自深圳南山區。

行乞是指向他人求討食物及錢財等，以行乞为生之人称为乞丐，俗稱要飯、乞討或討飯。

## 成因
有的乞讨者因沒有工作能力才乞讨；有部分則是雖有工作能力，但難以找到工作及賺取穩定收入，因此他們便只能以乞討維生。部分乞讨者雖有工作能力，但是沒有工作意願，寧願乞討維生；部分則被認定為騙子，利用人們的愛心或憐憫賺錢。
有收入，但是因賭博输钱输光並成瘾就成为乞丐，成天在路街上讨钱。
其中某些骗子型的假乞丐，是人口贩子的工具。

## 丐幫
非個體經營的乞丐，都可以稱之為丐幫。
在武俠小說，例如名作家金庸筆下的天龍八部，更稱丐幫為「天下第一幫」，首領是喬峰。丐幫，他們可能是同病相連的人，例如是一家人，在街角上，父親拉二胡，母親和奏，子女申手向圍觀的觀眾要錢，討人同情。
丐幫的成員也可能是僱主與僱員關係，幫主傳授行乞丐技巧，指示成員在適當的地點向路人討錢。遇有麻煩，丐幫成員會團結對付外敵。丐幫內部成為小社會，有行規、義氣，又或組成犯罪集團。明清乞丐无钱治病，常倒毙路上被狗啃食，成人狗互食的怪场面，狗腿肉最多，导致新丐先奉狗腿给老丐先吃，狗腿文化也

## 職業乞丐
有些乞丐雖然有工作能力，但是不願意工作，以乞討為職業。在中国大陆，有报导称有职业乞丐日收入可達人民幣300元，年收入30萬。有的假扮殘疾人博取同情心，以圖乞得更多金錢。

## 相關概念
- 乞食：在古印度沙門思潮中普遍存在出家修行，乞食維生的傳統，簡言之，出家人拋棄財產、家宅等一切所繫，到山野當中隱居禪修，不事生產，只靠平民佈施食物而存活（不要財物），故名乞食。原始佛教即是托缽乞食，現代南傳佛教地區依然保留此傳統，而漢傳佛教實行禪林制度後通常不托缽乞食，也有頭陀僧、雲遊僧在寺外行腳時會採用，稱爲“化緣”、“化齋”等。

## 延伸阅读
[在维基数据编辑]
 《欽定古今圖書集成·博物彙編·藝術典·乞丐部》，出自陈梦雷《古今圖書集成》